# Tholing-Brücke
Die Tholing-Brücke (auch Tholing Chagsam, Toling-Brücke, Thoding-Brücke) ist eine Brücke über den Satluj beim Tholing-Kloster im Kreis Zanda im westlichen Tibet. Die nach der Überlieferung im 15. Jahrhundert von dem tibetischen buddhistischen Philosoph, Lehrer, Arzt, Architekt, Schmied und Brückenbauer Thangtong Gyelpo erbaute Brücke steht direkt neben einer modernen Straßenbrücke und etwa 140 m oberhalb einer Staumauer mit einem Wasserkraftwerk und ist zwar noch weitgehend erhalten, aber nicht mehr benutzbar.
Die Brücke liegt im Zuge eines alten Karawanenweges von Indien nach Gartok. Der reißende Satluj konnte vor dem Bau der Brücke nur mit Seilbrücken überquert werden, die für Lasttiere kaum benutzbar waren. Eine feste Brücke, über die auch Tiere ohne weiteres gehen konnten, war deshalb eine große Erleichterung. Thangtong Gyelpo verband die beiden steilen Felsufer des hier ungefähr 25 m breiten und früher in einer 12 m tiefen Schlucht fließenden Satluj mit einer möglicherweise einzigartigen Kombination aus einer Auslegerbrücke und einer Eisenkettenbrücke. An den Felsen wurden hohe steinerne Tortürme errichtet, die das notwendige Gewicht bildeten, um  die in ihnen übereinander befestigten und in die Schlucht ragenden sechs Kragarme zu halten. Die zwischen den Kragarmen verbleibende Öffnung wurde mit aufgelegten Balken geschlossen. Da die Konstruktion bei dieser Spannweite sich kaum selbst tragen konnte, wurden zwischen den steinernen Türmen Ketten gespannt, die mit ihren senkrechten Hängern die Kragarme unterstützen. Die Ketten bestehen aus 26 bis 38 cm langen und 7 bis 8 cm breiten Kettengliedern, die aus rechteckigen Stäben mit einem Querschnitt von ca. 1,8 cm × 2,5 cm geschmiedet wurden. Auch nach mehr als einem halben Jahrtausend zeigen die Kettenglieder nur geringfügige Abnutzungsspuren und praktisch keine Korrosion.
Die Brücke wurde unter anderen 1867 von dem Pundit Nain Singh auf seiner zweiten Reise und 1907 von Sven Hedin und seiner Karawane auf seiner dritten Expedition (1905–1908) benutzt.